# Большое Щучье (озеро, Ленинградская область)
Большое Щучье (устар. фин. Lännäjärvi — Лянняярви) — озеро в Приозерском районе Ленинградской области. Расположено между полотном железной дороги Санкт-Петербург — Хийтола и трассой А-129 Санкт-Петербург — Сортавала, на территории заказника Гряда Вярямянселькя.
Ближайшая железнодорожная станция (3 км на северо-запад от озера) — Петяярви.
Протяжённость озера — около километра, озеро вытянуто с северо-запада на юго-восток.
При строительстве в 1916 году железнодорожного полотна часть холма была убрана и железная дорога прошла почти по кромке озера.
От шоссе вдоль южного берега идет туристическая тропа, берега за исключением южного, в особенности северо-западный, заболочены. На восточном берегу расположен пляж.
На озере обнаружены водные растения, включённые в красную книгу России — лобелия Дортмана и полушник озёрный. Территория вокруг озера выделена под развитие регулируемой рекреации.
По оси озера проходит граница избирательных округов.